# Milán-San Remo 1917
La Milán-San Remo 1917 fue la 10.ª edición de la Milán-San Remo. La carrera se disputó el 15 de abril de 1917. El vencedor final el italiano Gaetano Belloni.

## Clasificación final
| Posición | Ciclista            | Equipo  | Tiempo       |
| -------- | ------------------- | ------- | ------------ |
| 1        | Gaetano Belloni     | Bianchi | 12h 44' 09"  |
| 2        | Costante Girardengo | Bianchi | + 11' 48"    |
| 3        | Angelo Gremo        | Bianchi | + 42' 21"    |
| 4        | Camillo Bertarelli  | -       | m. t.        |
| 5        | Luigi Cuppi         | -       | m. t.        |
| 6        | Pietro Bestetti     | -       | m. t.        |
| 7        | Ezio Corlaita       | -       | + 55' 41"    |
| 8        | Francesco Ceruti    | -       | + 56' 54"    |
| 9        | Leopoldo Torricelli | Maino   | + 1h 12' 00" |
| 10       | Michele Robotti     | -       | + 1h 19' 00" |